# Іллінська церква (Новомиргород)
Іллі́нська це́рква — православний храм в місті Новомиргороді на Кіровоградщині, пам'ятка архітектури XVIII століття. Вважається найстарішою пам'яткою архітектури області.

## Історія
Іллінська церква збудована на кошти купця Миколи Годжія з цегли у перехідному стилі від бароко до класицизму у 1786 році (в деяких джерелах фігурують неправильні дати 1766 та 1768). Це єдина новомиргородська церква з п'яти, що збереглась до наших днів (без урахування Миколаївської церкви в Златополі).
Реєстрація статуту церкви проведена рішенням Кіровоградського облвиконкому № 285 від 6 листопада 1991 року.
До 2011 року настоятелем церкви був протоієрей отець Семен (в миру — Семен Дмишук, 1927 р.н.). З весни 2011 року ним став протоієрей отець Ростислав (в миру — Ростислав Чорний).
Станом на листопад 2014 року, настоятелем Іллінської церкви є ієрей отець Михайло (в миру — Михайло Чонка).

## Архітектура
Церква цегляна, центрична, в плані має вигляд хреста (тетраконхова), з високим восьмигранним трибуном та куполом, увінчаним главкою. Гладкі поверхні стін церкви з двома рядами вікон розділені пласкими пілястрами з невеликими розкрепівками, по карнизу їх оточує фриз з ліпними розетками. В силуеті церкви підкреслена ступінчаста композиція мас. Дзвіниці біля неї немає. За характером архітектури Іллінська церква репрезентує перехідний етап від бароко до класицизму.

## Поховання
Навколо церкви розміщені три поховання, найдавнішим з яких є могила купчихи Соколової (1843). На металевій плиті, що лежить на землі, викарбувано такий напис:
| Здѣсь погребено тѣло купеческой жены Варвары Ивановны Соколовой родившейся 1782го года 3- декабря скончавшейся 1843го года августа 8- числа 60-ти лѣтъ и 8- месяцевъ отъ. рожденія Признательные дѣти, въ знакъ памети матери своей соорудили єтотъ скромный памятникъ. |

## Охорона
Церква знаходиться на обліку як пам'ятка архітектури загальнодержавного значення під охоронним номером 1200-Кв (згідно з розпорядженням голови Кіровоградської ОДА № 261-р від 7 серпня 1997 року).